# 河内型戦艦
| 河内型戦艦         | 河内型戦艦 |
| ------------------ | --- |
|                    | |
| 艦級概観           | |
| 艦種               | 戦艦 |
| 艦名               | 旧国名 |
| 前級               | 薩摩型戦艦 |
| 次級               | 金剛型戦艦 扶桑型戦艦 |
| 性能諸元（竣工時） | |
| 排水量             | 常備：20,800英トン 満載：21,443トン |
| 全長               | 河内：160.3m（526ft） 摂津：162.5m（533ft） |
| 垂線長             | 152.4m（500ft） |
| 全幅               | 25.6m（84ft1+3/4in） |
| 吃水               | 8.2m（27ft） |
| 機関               | 宮原式石炭・重油混焼水管缶16基 +ブラウンカーチス式直結タービン2基2軸推進 |
| 最大 出力          | 25,000shp （河内公試30,399hp) |
| 最大 速力          | 20.0ノット（河内、公試時：21.024ノット） |
| 航続 距離          | 18ノット/2,700海里 |
| 燃料               | 石炭：2,300トン 重油：400トン |
| 乗員               | 999名（河内・攝津新造時） |
| 兵装               | 30.5cm（50口径）連装砲2基 30.5cm（45口径）連装砲4基 15.2cm（45口径）単装速射砲10基 12cm（40口径）単装速射砲8基 7.6cm（40口径）単装速射砲16基 （竣工後に7.6cm（23.5口径）単装高角砲2基追加） 45cm水中魚雷発射管単装5基                                            |
| 装甲               | 舷側：305mm（水線部、主砲塔間のみ）、229mm（水線上部、主砲塔間のみ）、127mm（艦首・艦尾部） 甲板：76mm（最厚部） 主砲塔 305mm（前盾） 279mm（50口径側盾） 254mm（45口径側盾） 279mm（後盾） 76mm（天蓋） 主砲バーベット：279mm（最厚部） 司令塔：254mm（最厚部） |

河内型戦艦（かわちがたせんかん）は日本海軍が第一次世界大戦前に竣工させた最初で最後の弩級戦艦の艦級である。

## 概要

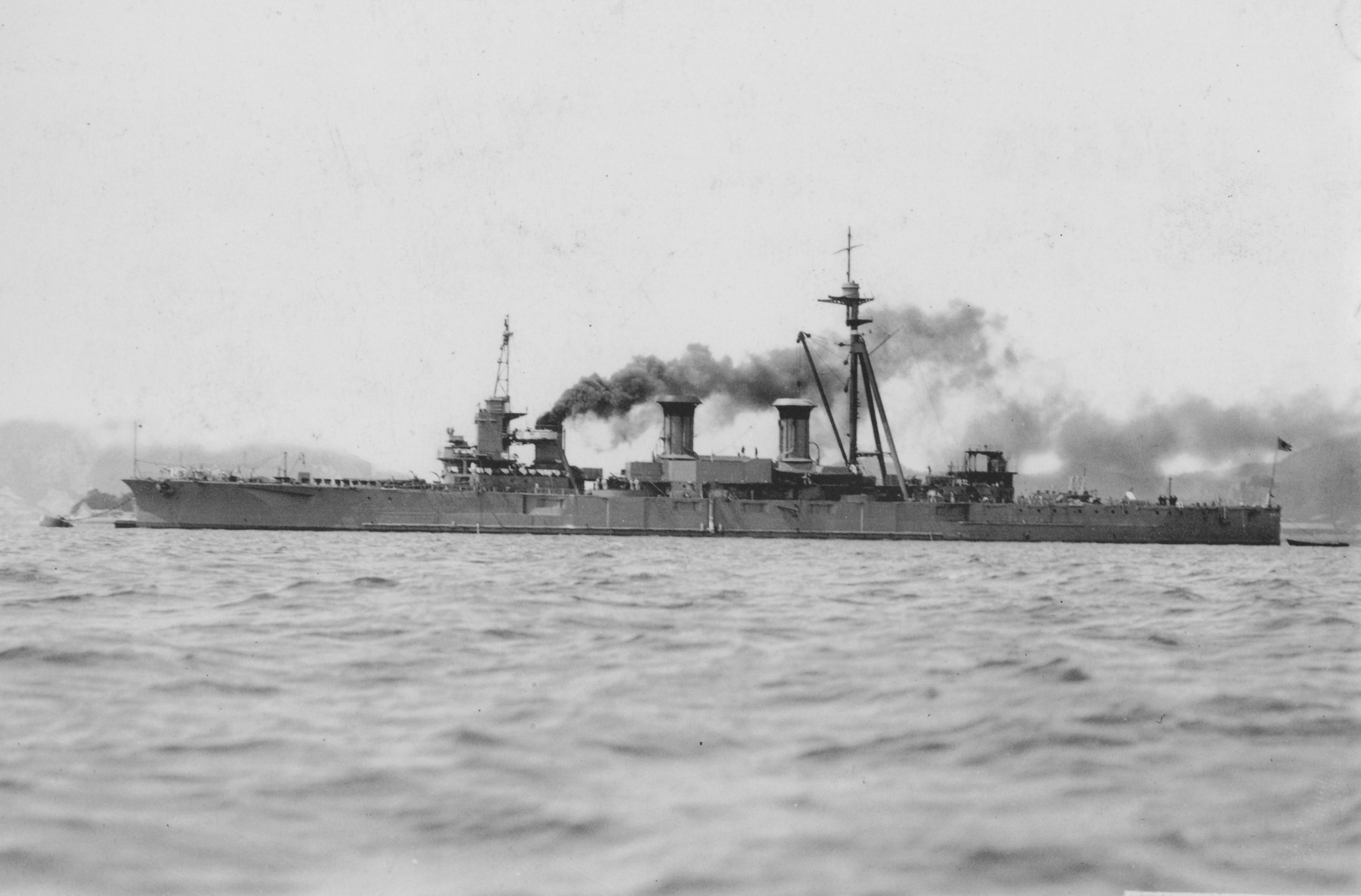
標的艦に改装された「摂津」。

本型は基本計画番号「A-30」が付され、河内は「伊号戦艦」、攝津は「呂号戦艦」と号せられた。本型は「河内」、「摂津」の2隻で1912年に竣工した。「河内」は1918年7月12日徳山湾で爆発事故により沈没（沈没地点：北緯34°0分・東経131°46分、現在の海図にも沈船の表記がある）。「摂津」は第一次世界大戦後にワシントン海軍軍縮条約により、長門型戦艦「陸奥」を保有できる代わりに戦艦保有枠から外され、日本海軍は1924年4月に摂津から武装・装甲を撤去して標的艦に改装した。この時に主砲塔2基は陸軍クレーン船「蜻州丸（せいしゅうまる）」により長崎県対馬要塞竜ノ崎第一砲台と竜ノ崎第二砲台へ運搬され、現地で要塞砲として活用された。
第二次世界大戦時の1945年7月24日から28日にかけて呉軍港で米機動部隊の空襲を受けて大破着底した。

## 艦形について

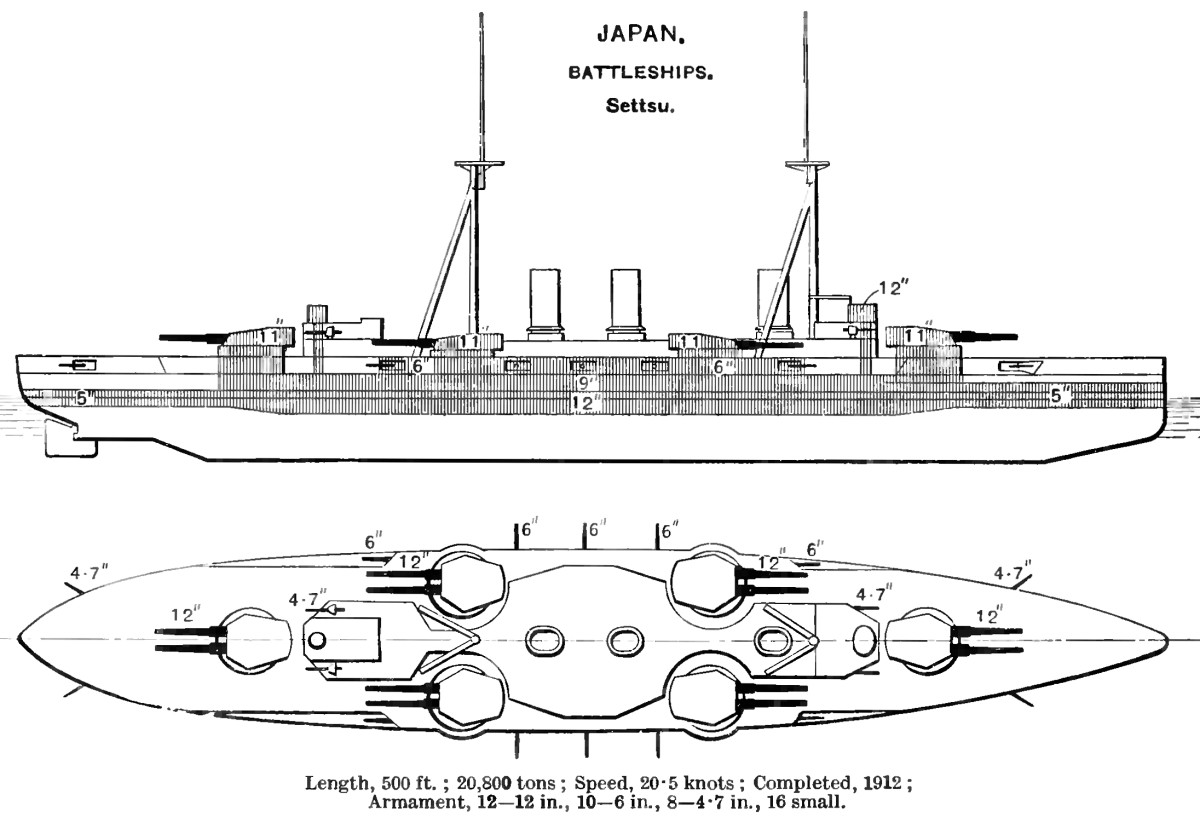
河内型の武装と装甲の配置を示した艦形図。

本型の船体形状は平甲板型船体で、艦首形状は「河内」は垂直に切り立った艦首だが「摂津」は凌波性の良いクリッパー型艦首で異なっており全長に差が出た。艦首甲板上に新設計の「30.5cm（50口径）砲」を連装砲塔で1基、下部に司令塔を組み込んだ操舵艦橋と戦艦では本級から採用された三脚型の前部マストが立つ。船体中央部の3本煙突が立つが、このうち1番・2番煙突の間は舷側主砲塔の弾薬庫がある関係で前後に離されていた。煙突の周囲は艦載艇置き場となっており、艦載艇は2本1組のボート・ダビットが片舷2組で計4組により運用された。舷側甲板上には「30.5cm（45口径）砲」を背中合わせ配置で片舷2基ずつの計4基配置した。3番煙突の後方には前向きの後部三脚型マストと後部見張所が立ち、後部甲板上に6番主砲塔が後向きに1基が配置された。船体中央部に舷側には対水雷艇用として15.2cm速射砲が片舷5基ずつ計10基が単装砲架でケースメイト（砲郭）配置されており、艦首と艦尾側の4基は前後部への射界を確保すべく船体を凹ませていた。

## 武装

### 主砲
主砲塔の配置には特色があり砲の口径を考えなければドイツ海軍の「ナッサウ級」「ヘルゴラント級」と主砲の配列は同じであった。ちなみに同世代の戦艦でイギリス海軍の「ネプチューン」「コロッサス級」、アメリカ海軍の「デラウェア級」「フロリダ級」は全門舷側指向が可能であったのに対し、旧態化は否めないが、敵艦隊と乱戦時に反対舷からの巡洋艦が回りこんで攻撃して来た場合に即に対応できる利点も有った。

### 30.5cm（50口径）砲
艦首と艦尾の1番・6番主砲にはアームストロング社が本型のために新設計した「アームストロング 1912年型 30.5cm（50口径）砲」を採用した。その性能は386kgの砲弾を、装薬133.5㎏で砲口から914m/sで撃ち出すことが出来たこの砲を新設計の連装砲塔に収めた。砲塔の動力は蒸気機関駆動の蒸気ポンプによる水圧式で、砲塔の旋回と砲身の俯仰（上下）を行った。砲身の俯仰能力は仰角15度・俯角5度で、旋回角度は首尾線方向を0度として左右150度の旋回角度を持っていた。発射速度は毎分1発である。

### 30.5cm（45口径）砲

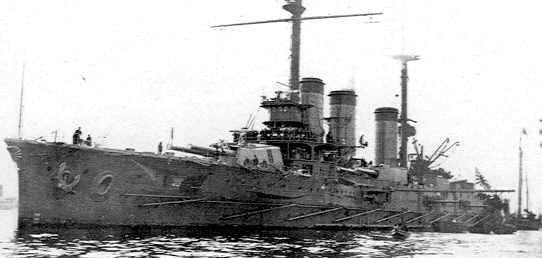
写真は右舷から撮られた「安芸」の30.5cm（45口径）連装砲塔。本級にも同型砲が継承された。

舷側に配置された2～5番主砲には前型に引き続き「アームストロング 1908年型 30.5cm（45口径）砲」を採用した。その性能は386kgの砲弾を、装薬113.4kgで砲口から810m/sで撃ち出すことが出来たこの砲を連装砲塔に収めた。砲塔の動力は蒸気ポンプによる水圧式で旋回・砲身の上下を行った。砲身の俯仰能力は仰角15度・俯角5度で、旋回角度は300度の旋回角度を持っていたが実際は上部構造物により射界を制限された。発射速度は毎分1発である。

#### 実際の運用
同一の主砲を多数搭載し統一指揮を行うのは、弩級戦艦の必須条件であるが、前述の通り河内型の主砲には砲身長が異なる二種類の主砲を搭載しており、ゆえに河内型は弩級戦艦ではなくて準弩級戦艦ではないかという意見がある。少なくとも初速が違う主砲では、統一した射撃管制指揮は不可能になり、弩級戦艦としての要件を全く満たしていない。
そのため、両砲の初速を揃えるために、砲塔ごとに装填量の違う二種類の薬のうを用意する羽目になった。すなわち、最も威力の高い50口径砲の装薬量約133.5kgで計画初速914m/sとなる物を、45口径砲に合わせて約112kgに減少させて初速810m/sに抑えたのだ（45口径砲の装薬量はこれより若干大きい）。なお、装薬量削減に伴って50口径砲の薬室容積を371.2リットルから240リットルに変更した。
主砲の初速を合わせたこの処置により、主砲の統一指揮には何ら不都合はなく、弩級戦艦として使用する要件を満たしているとも言える。
ちなみに50口径砲は通常時でさえ強度不足により重力で先端部が垂れ下がり、高初速で撃ち出すと砲身がしなって弾道にブレが生じて命中率が低下するという欠陥があった他、製造国のイギリスが得意としない長砲身砲であるために砲身寿命が短くなるという欠陥があったため、この意味からも元々の初速を抑えて運用したことは正解であった。
このような2種類の砲を混載した理由としては、一説によると首尾線方向への火力は強力にすべきであるという東郷平八郎の鶴の一声があったとも言われる。少なくとも運用上に困難を生じた可能性があるのは事実であるが、前述の50口径砲自体の欠陥が低初速化で改善されたことと合わせて、実運用上の欠点とはならなかった。ただし、30.5cm50口径砲は、金剛型戦艦においても当初採用が検討されており、早々に欠点が発見されたことにより、金剛型戦艦に35.6cm45口径砲を採用できたことで、30.5cm50口径砲には反面教師としての意味があったと言える。

### 副砲、その他備砲、雷装等
副砲は日本戦艦として初めて「15.2cm（45口径）砲」（制式名称：「四十五口径四一式六吋砲」。呼称法改定後は「四十五口径四一式十五糎砲」）を採用し、二番甲板の下方に舷側ケースメイト配置に片舷5門ずつ配置した。その他に対水雷艇用に「12cm（40口径）砲」（制式名称：「四十口径四一式四吋七砲」。呼称法改定後は「四十口径四一式十二糎砲」）を単装砲で8門、「7.6cm（40口径）砲」（制式名称：「四十口径四一式三吋砲」。呼称法改定後は「四十口径四一式八糎砲」）を単装砲で16門、を搭載した。他に対艦攻撃用に45cm水中魚雷発射管5基を装備した。
竣工後の1921年（大正10年）に「7.6cm（40口径）砲」全基と「45cm魚雷発射管」2門を撤去し、「7.6cm（23.5口径）高角砲」（制式名称：五年式短八糎砲）を単装砲で2基を追加した。